# Galium javalambrense
Galium javalambrense là một loài thực vật có hoa trong họ Thiến thảo. Loài này được López Udias, Mateo & M.B.Crespo mô tả khoa học đầu tiên năm 2004.